# قله ساریچف
قله ساریچف (انگلیسی: Sarychev Peak) یک قله آتشفشانی در جزایر کوریل کشور روسیه است.